# 66-я отдельная механизированная бригада (Украина)
66-я отдельная механизированная бригада (укр. 66-тя окрема механізована бригада, сокр. 66 ОМБр; в/ч А7014) — тактическое соединение механизированных войск сухопутных сил Украины, сформированное в 2022 году.

## История
Годом основания бригады считается 2015 год. До вторжения России на Украину в 2022 году, бригада числилась в составе Корпуса резерва. После начала широкомасштабных боевых действий, воинское формирование отмобилизовали, и оно было передано в боевой состав Сухопутных войск ВСУ.
Первоначально подразделение было развёрнуто в Донецкой области, где принимала участие в боях за Марьинку. Там же бригада лишилась своего командира — Олега Дегтярёва.
В октябре того же года подразделение участвовало в Харьковском контрнаступлении, сражаясь, в частности, за освобождение Лимана. Позже бригада оставалась развернутой на том же участке фронта, действуя на направлении Сватово—Кременная.
12 декабря 2022 года главнокомандующий сухопутными войсками Александр Сырский вручил подразделению боевое знамя.

## Структура
- управление (штаб)
- 1-й механизированный батальон
- 2-й механизированный батальон
- 3-й механизированный батальон
- 69-й отдельный стрелковый батальон[укр.]
- бригадная артиллерийская группа
- зенитно-ракетный дивизион
- танковый батальон
- другие структурные подразделения

## Командиры
- полковник Дегтярёв Олег Валерьевич (18 апреля — 3 августа 2022, погиб)[2][8]
- полковник Супрун Максим Викторович (сентябрь 2022 — август 2023)
- полковник Дворский Юрий Анатольевич (с августа 2023)